# Letiny
Letiny település Csehországban, a Dél-plzeňi járásban. Letiny Dolce, Drahkov, Únětice, Horšice, Chocenice, Skašov, Seč, Jarov, Žinkovy és Řenče településekkel határos. Lakosainak száma 700 fő (2024. január 1.).

## Népesség
A település lakosságának változását az alábbi diagram mutatja:
| Lakosok száma | 1278 | 1140 | 1130 | 947  | 688  | 576  | 682  | 689  | 662  | 700  |
|               | 1869 | 1890 | 1921 | 1950 | 1980 | 2001 | 2017 | 2019 | 2022 | 2024 |